# Acacia russelliana
Acacia russelliana är en ärtväxtart som först beskrevs av Nathaniel Lord Britton och Joseph Nelson Rose, och fick sitt nu gällande namn av Cyrus Longworth Lundell. Acacia russelliana ingår i släktet akacior, och familjen ärtväxter. Inga underarter finns listade i Catalogue of Life.